# Polskie Towarzystwo Botaniczne
Polskie Towarzystwo Botaniczne (PTB) – towarzystwo naukowe założone w kwietniu 1922 roku na Zjeździe Botaników w Warszawie (pierwszym prezesem był Bolesław Hryniewiecki).

## Charakterystyka
Organizacja ma na celu przyczynianie się do rozwoju działu biologii, jaką jest botanika, stałe podnoszenie poziomu naukowego, powiązanie działalności naukowej z potrzebami kultury i gospodarki narodowej oraz popularyzację wiedzy botanicznej. Towarzystwo wydaje pięć czasopism naukowych i nadaje medale za wybitne osiągnięcia naukowe w dziedzinie botaniki, za popularyzację i monografie regionalne.
Od lipca 2019 prezesem PTB jest Anna Mikuła z Polskiej Akademii Nauk Ogrodu Botanicznego – CZRB w Powsinie (Warszawa). Jej poprzednikiem był Adam Rostański z Zakładu Botaniki Systematycznej Wydziału Biologii i Ochrony Środowiska Uniwersytetu Śląskiego w Katowicach.
Władzami Towarzystwa są: Walne Zgromadzenie Delegatów, Zarząd Główny i jego Prezydium oraz Główna Komisja Rewizyjna. Walne Zgromadzenie Delegatów jest najwyższą władzą Towarzystwa i jest zwoływane co najmniej raz na trzy lata. Towarzystwo działa w piętnastu oddziałach regionalnych i trzynastu sekcjach specjalistycznych. Należy do niego około 1000 członków zwyczajnych, nadzwyczajnych i wspierających. Członkiem Towarzystwa może zostać każdy, kto interesuje się szeroko pojętą botaniką, zarówno profesjonalista jak i amator. Tytuł członka honorowego nadawany jest wybitnym botanikom polskim i zagranicznym.
Za wybitne osiągnięcia naukowe w dziedzinie botaniki Polskie Towarzystwo Botaniczne nadaje medal im. Władysława Szafera. Za zasługi w upowszechnianiu wiedzy botanicznej i ochrony przyrody jest przyznawany Medal im. Profesora Bolesława Hryniewieckiego. Młodym polskim naukowcom za publikacje o wybitnych walorach naukowych jest przyznawana Nagroda PTB dla młodych pracowników nauki.
Od 2001 Oddział Poznański PTB nadaje Medal im. Profesora Zygmunta Czubińskiego za wybitne prace naukowe, mające charakter regionalnych monografii geobotanicznych.
Zjazdy członków towarzystwa odbywają się co trzy lata. W czasie istnienia PTB odbyło się w sumie 58 zjazdów.

## Prezesi
Pracami towarzystwa kierowali:
- Bolesław Hryniewiecki (1922–1925)
- Zygmunt Wóycicki (1926–1936)
- Seweryn Krzemieniewski (1936–1939)
- Bolesław Hryniewiecki (1945–1953)
- Kazimierz Bassalik (1953–1955)
- Henryk Teleżyński (1955–1973)
- Tadeusz Gorczyński (1973–1977)
- Tomasz Wodzicki (1977–1983)
- Benon Polakowski (1983–1989)
- Jerzy Fabiszewski (1989–1992)
- Stefan Zajączkowski (1992–1998)
- Zbigniew Mirek (1998–2004)
- Jan Rybczyński (2004–2010)
- Elżbieta Romanowska (2010–2013)
- Adam Rostański (2013–2019)
- Anna Mikuła (od 2019)

## Upamiętnienie
Z okazji 100-lecia powstania Polskiego Towarzystwa Botanicznego Uchwałą Senatu RP X kadencji z 26 listopada 2021 rok 2022 ustanowiono Rokiem Botaniki.